# Municipio de Berwyn (Nebraska)
El municipio de Berwyn (en inglés: Berwyn Township) es un municipio ubicado en el condado de Custer en el estado estadounidense de Nebraska. En el año 2010 tenía una población de 232 habitantes y una densidad poblacional de 1,2 personas por km².

## Geografía
El municipio de Berwyn se encuentra ubicado en las coordenadas 41°20′7″N 99°30′2″O / 41.33528, -99.50056. Según la Oficina del Censo de los Estados Unidos, el municipio tiene una superficie total de 193.9 km², de la cual 193,9 km² corresponden a tierra firme y (0 %) 0 km² es agua.

## Demografía
Según el censo de 2010, había 232 personas residiendo en el municipio de Berwyn. La densidad de población era de 1,2 hab./km². De los 232 habitantes, el municipio de Berwyn estaba compuesto por el 97,84 % blancos, el 1,72 % eran amerindios, el 0,43 % eran de otras razas. Del total de la población el 0,43 % eran hispanos o latinos de cualquier raza.